# Двоволосник зональний
Двоволосник зональний (Ditrichum zonatum) — вид мохів порядку дикранальних (Dicranales).
Синонім: Ditrichum heteromallum var. zonatum

## Поширення
Батьківщиною є Європа, Північна Америка, Азія.